# Promynoglenes parvula
Promynoglenes parvula är en spindelart som beskrevs av A. David Blest 1979. Promynoglenes parvula ingår i släktet Promynoglenes och familjen täckvävarspindlar. Inga underarter finns listade i Catalogue of Life.